# Exness
Exness 是一家国际外汇交易公司，成立于2008年,经营范围包括货币、金属、加密货币、能源、指数和股票等2017年8月Exness与皇马签订一份3年的赞助合同，成为皇马新赞助商。

## 外部連結
- 外部链接-官网